# Blokbreker

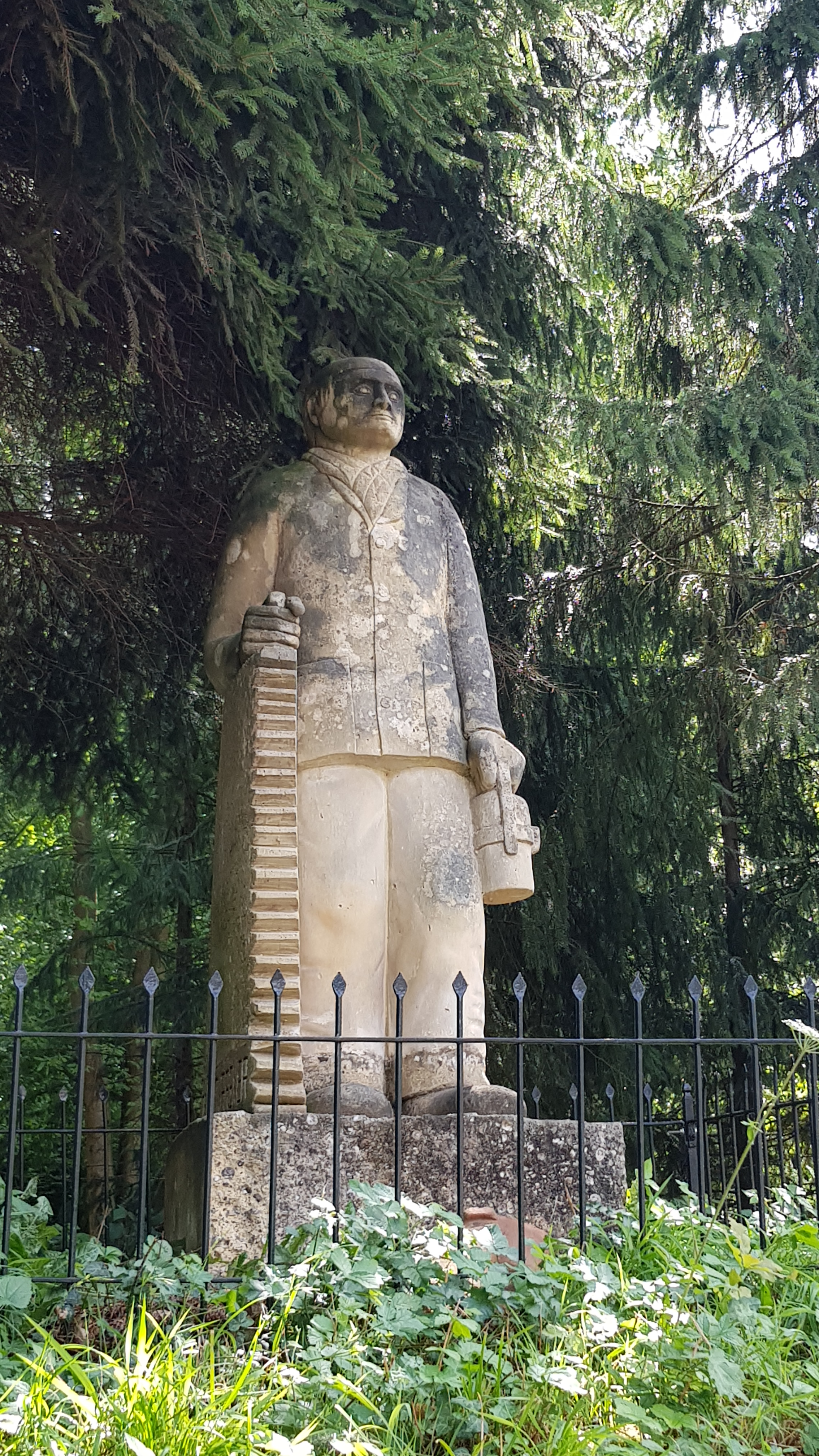
blokbreker met steenzaag bij de ingang van de Geulhemmergroeve

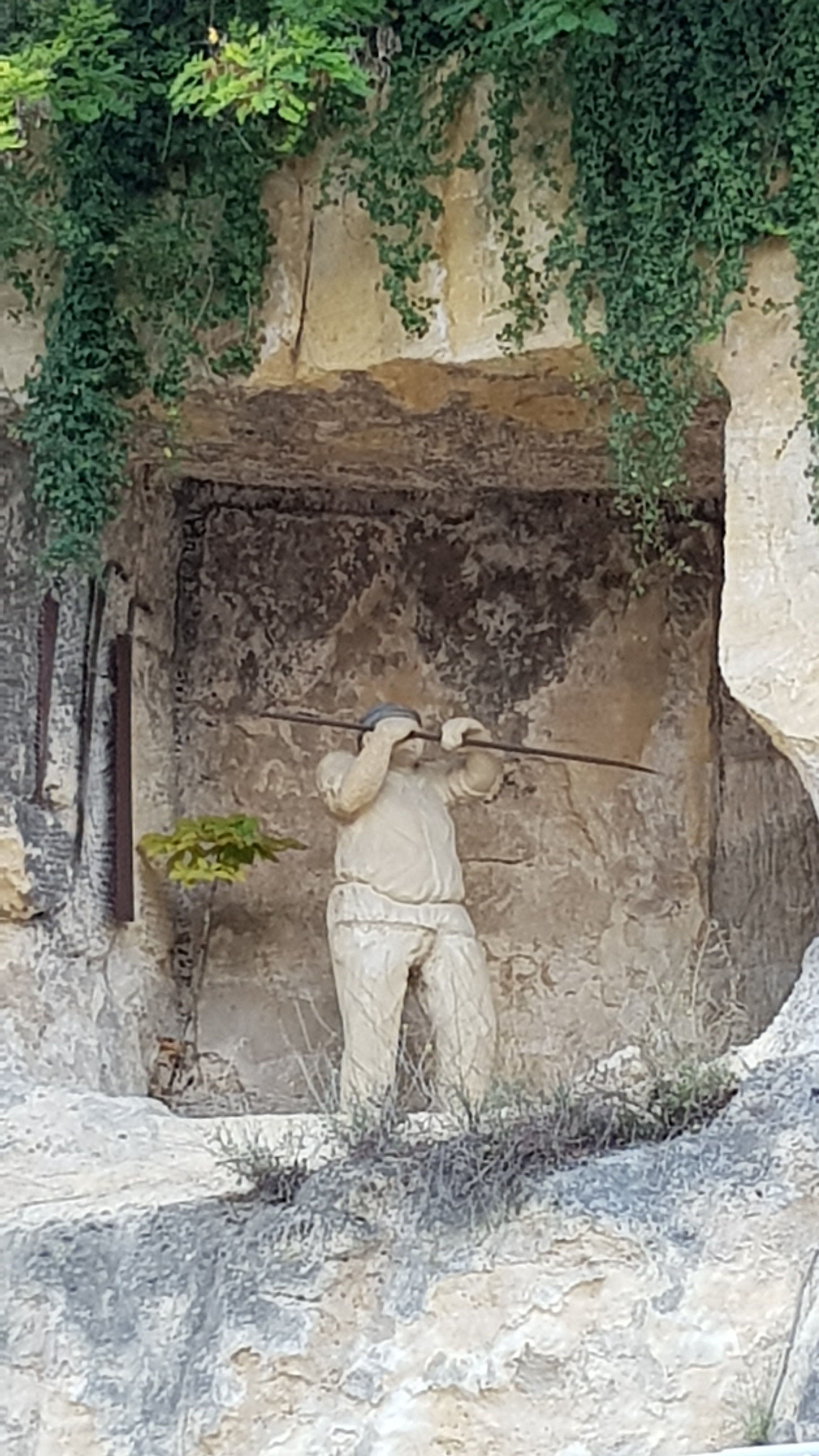
blokbreker met beitel om een blok los te breken, bij de ingang van de Gemeentegrot

Een blokbreker is een vakman die blokken kalksteen uitzaagt en uitbreekt in met name ondergrondse mergelgroeves. De Limburgse mergel die werd uitgebroken werd vaak gebruikt als bouwmateriaal.

## Geschiedenis
Reeds in de Romeinse tijd werd er kalksteen gewonnen om akkers mee te bemergelen en voor het gebruik als bouwstenen. Dit vond destijds plaats in open groeves in hellingen waar kalksteen dagzoomde. In Zuid-Limburg (en omgeving) begon men in de 13e eeuw met het aanleggen van gangenstelsels voor de winning van kalksteen.
Veel blokbrekers waren boeren die het bovenliggende land in bezit hadden. Ook waren er professionele blokbrekers aan wie het werk werd uitbesteed.
Anno 2020 zijn in Nederland alleen nog blokbrekers actief in de Sibbergroeve in Sibbe (bij Valkenburg, Limburg).

## Gereedschap
Het gereedschap dat blokbrekers gebruikten omvatte:
- steenzagen, hebben grove driehoekige tanden van 20-30 mm lang
  - blokzagen, hebben een hoog zaagblad en zakt door het eigen gewicht door de mergel[3]
  - opzetzagen, hebben een minder hoog zaagblad en zijn daardoor geschikt om gebruikt te worden als men beperkte ruimte heeft[3]
- beitels, waaronder een schietbeitel[2]
  - slagbeitels, maken met het gebruik een boogvormige beweging[3]
  - stootbeitels, maken met het gebruik een recht beweging[3]
- schietlood
- rollers
- schaven
- passers
- meetlat
- winkelhaak

Daarnaast gebruikte de blokbreker een carbidlamp of olielamp als verlichting in de donkere gangen.

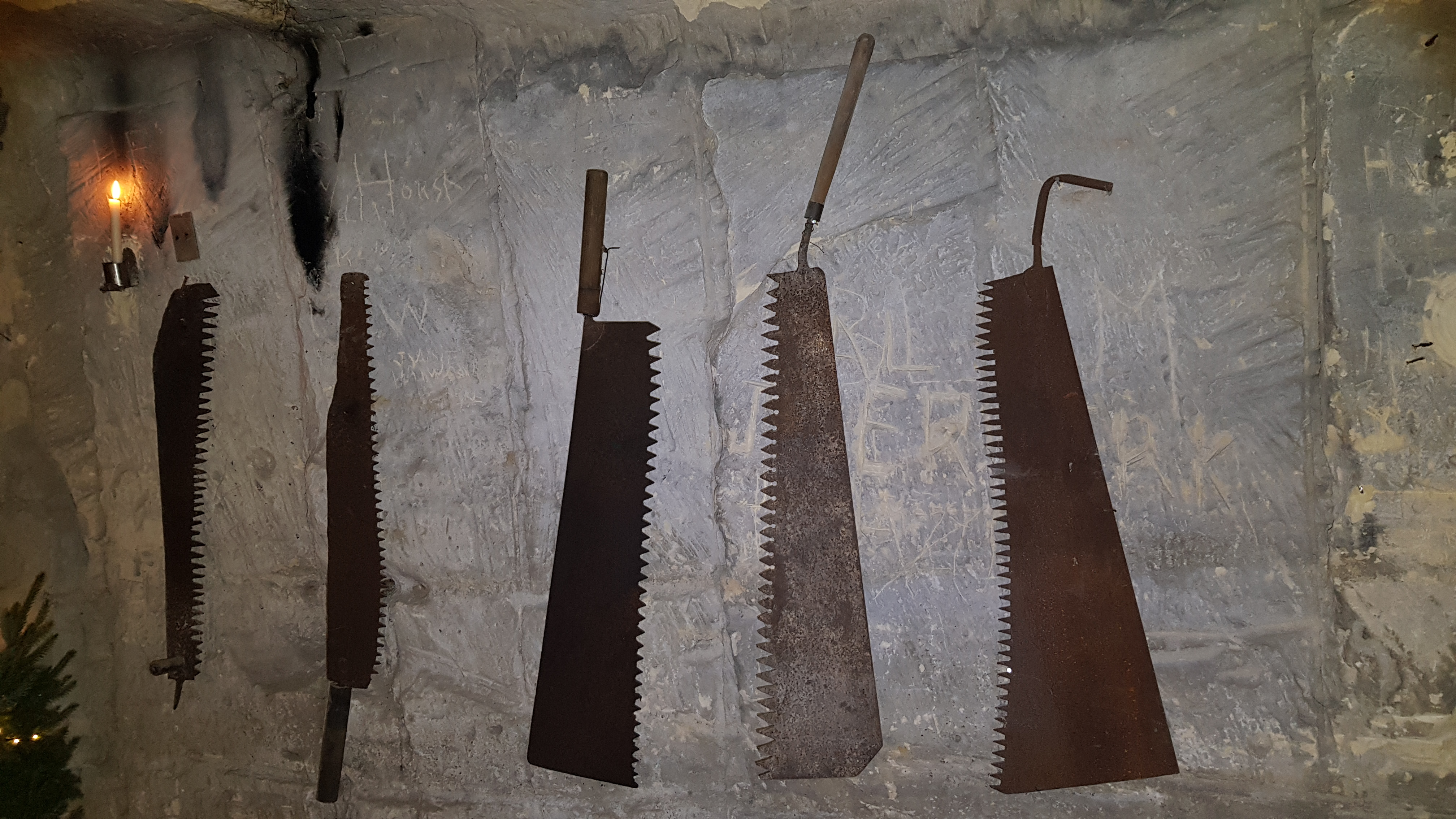
Enkele oude zagen aan de wand van de Geulhemmergroeve
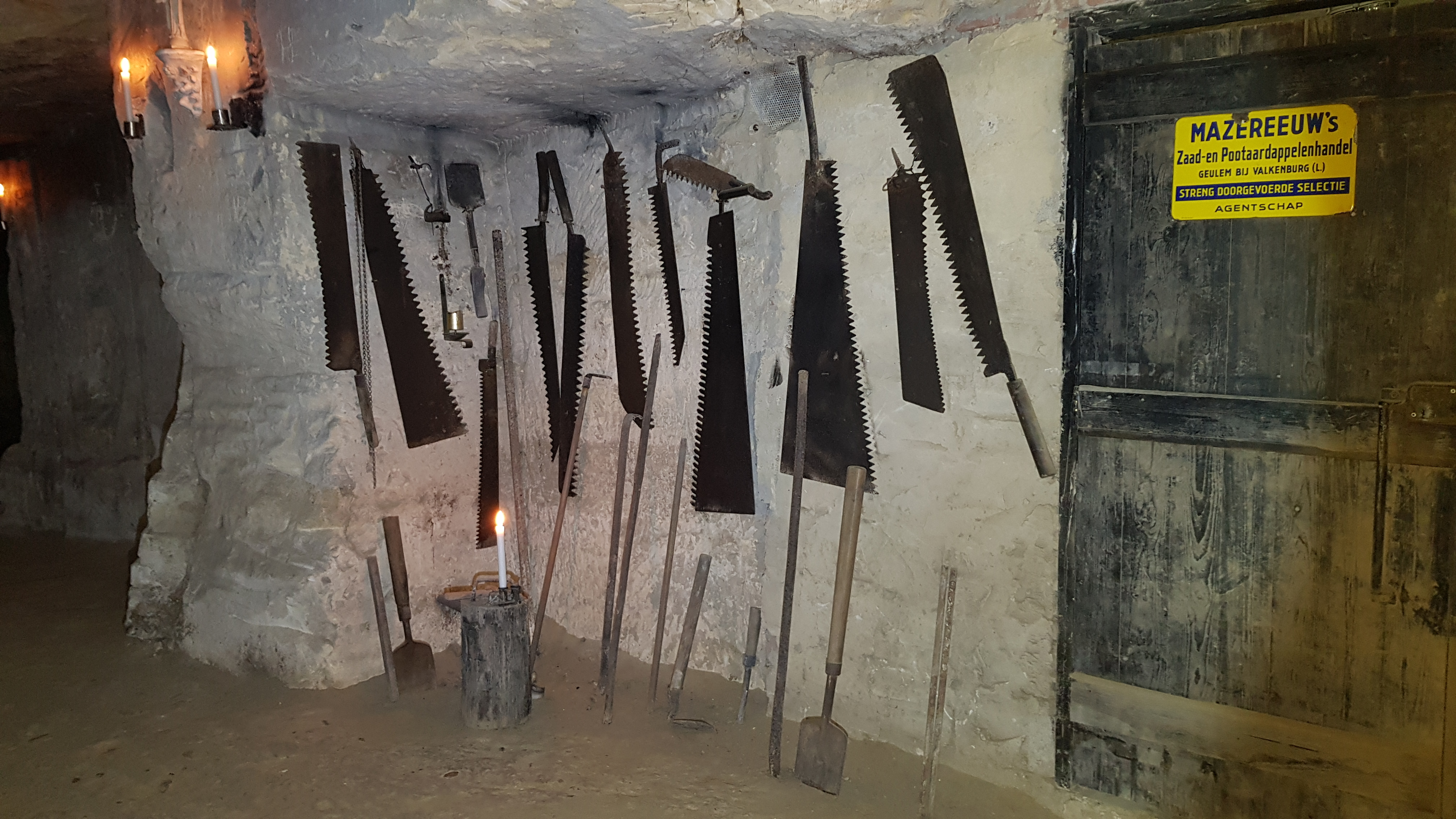
Blokbrekersgereedschap in de Geulhemmergroeve

## Werkwijze
Om een blok kalksteen uit een wand te halen moest een blok of 'stoel' aan vijf zijden losgemaakt worden van de rest van de kalksteenwand. Daarvoor gebruikte een blokbreker meerdere methoden:
- Met een schietbeitel maakte een blokbreker sleuven van ongeveer een meter diep.[2]
- Met steenzagen werden blokken uitgezaagd.[4]
- Met een hefboom of breekijzer werden blokken losgebroken.[2]

De blokken werden vervolgens met paard en wagen naar buiten en verder vervoerd.
Bij de ondergrondse winning van de kalksteen moest er voldoende blijven staan om het dak te blijven dragen. In de Sint-Pietersberg was een gezonde gang maximaal vier meter breed en waren de kolommen die bleven staan ook vier meter breed. Indien er meer kalksteen werd weggehaald was dat roofbouw en dat leidde tot instortingen.

### Ontginningsmethoden
In Nederlands en Belgisch Limburg en omgeving werden/worden door blokbrekers door de eeuwen heen vier ontginningsmethoden toegepast:
- met slagbeitel
- met zaag en slagbeitel
- met zaag en stootbeitel
- met mechanische aandrijving

In de meeste kalksteengroeven in Nederlands en Belgisch Limburg werd/wordt in het 'werkfront' meestal een 'mergelstoel' losgebroken (zie Begrippenlijst hieronder), die vervolgens in blokken wordt gezaagd (waardoor soms blokken van verschillende afmetingen ontstaan). Bij mergel van mindere kwaliteit wordt ook wel de reuzentrapmethode toegepast, waarbij de mergel bloksgewijs wordt gewonnen, waardoor een trapvorm ontstaat. Dit om te voorkomen dat de stoel bij het omvallen in stukken zou breken.

## Gezondheid
In de ondergrondse gangenstelsels maakten blokbrekers vaak lange dagen. Met een constante temperatuur van 11° Celsius en een luchtvochtigheid van 98% leidde dat tot reumatische en astmatische aandoeningen. Ook kon een gebrek aan daglicht leiden tot psychische klachten.

## Begrippenlijst
Naast de reeds genoemde begrippen zijn er nog meer, waaronder:
- Berg: synoniem voor groeve in blokbrekersjargon.
- Uitwerken: het door middel van voren en zaagsneden aan alle kanten losmaken van een blok (of stoel) kalksteen van het achterliggende kalksteenmassief.[3]
- Uitdiepen: blokken kalksteen onder een eerder uitgewerkte laag uitwerken in een laag waarvan de bovenzijde eerder de vloer vormde.[3]
- Werkfront: de plaats waar blokbrekers bezig zijn (geweest) om kalksteenblokken uit de wand te halen (uit te werken).
- Massief: het geheel van mergelgesteente dat (nog) geen onderdeel van het werkfront is.
- Stoel: een volume mergel van circa 85 cm hoogte (meestal 54 cm breed en diep). In veel groeven werd de mergel 'per stoel' uitgewerkt; vervolgens liet men de stoel omvallen en dan pas werd deze in blokken verzaagd.[6]
- Schap: een nis in een blinde muur bedoeld om in het naastliggende kalksteen blokken te kunnen uitwerken door middel van voren en zaagsneden.[3]
- Voor/gleuf/sleuf: een gleuf van ongeveer acht tot twintig centimeter breed om een blok los te maken van het mergelmassief.[3]
  - Bovenvoor ('hui'): een horizontale gleuf aan de bovenzijde van een mergelblok, gekapt met een beitel en eventueel ingezaagd aan de onderzijde zodat het kappen minder moeite kost. De bovenzijde van een bovenvoor is later het plafond van de mergelgang.[3]
  - Achtervoor: een verticale gleuf gemaakt (vanuit een schap) met een beitel aan de achterzijde van een mergelblok die gemaakt wordt als een blok alleen aan de bovenkant bereikbaar is (en niet aan de zijkant). Een achtervoor wordt gemaakt bij uitdieping vanuit het erboven gelegen niveau.[3]
  - Ondervoor: een horizontale gleuf aan de onderkant van een blok die wordt gemaakt bij het uitwerken van een schap. Het blok zit dan alleen aan de achterzijde nog vast aan het massief gesteente.[3]
  - Zijvoor: een verticale gleuf aan de zijkant van een blok kalksteen die door gebruik te maken van een beitel uitgekapt wordt of door een beitel te combineren met een zaag.[3]